# تپه سارالان
تپه سارالان مربوط به دوران پیش از تاریخ ایران باستان - دوران‌های تاریخی پس از اسلام است و در باراندوزچای، داخل شهر واقع شده و این اثر در تاریخ ۱ آذر ۱۳۴۴ با شمارهٔ ثبت ۴۸۶ به‌عنوان یکی از آثار ملی ایران به ثبت رسیده است.